# Koșava, Vidin
Koșava (în bulgară Кошава, în română Coșava) este un sat în comuna Vidin, regiunea Vidin, Bulgaria. Localitatea a fost locuită compact de românii din Timocul bulgăresc. 

## Demografie
Componența etnică a satului Koșava
     Bulgari (96,13%)
     Nicio identificare (1,8%)
     Altele (2,06%)
La recensământul din 2011, populația satului Koșava era de 388 locuitori. Din punct de vedere etnic, majoritatea locuitorilor (96,13%) erau bulgari. Pentru 1,8% din locuitori nu este cunoscută apartenența etnică.